# Vương Thụy Lâm
Vương Thụy Lâm (tháng 1 năm 1930 – 8 tháng 12 năm 2018) là Thượng tướng Quân Giải phóng Nhân dân Trung Quốc (PLA). Ông là thư ký lâu năm của Đặng Tiểu Bình và từng giữ chức Ủy viên Quân ủy Trung ương.

## Sự nghiệp
Vương Thụy Lâm sinh ra ở Chiêu Viễn, tỉnh Sơn Đông. Năm 1946, ông tham gia PLA. Tháng 2 năm 1947, ông gia nhập Đảng Cộng sản Trung Quốc. Vương Thụy Lâm là thư ký của Đặng Tiểu Bình từ năm 1952, khi ông giữ chức Phó Thủ tướng Quốc vụ viện. Khi Đặng Tiểu Bình lại nổi lên vào thập niên 1970, Vương Thụy Lâm lại trở thành thư ký của ông và giữ vị trí này cho đến khi Đặng Tiểu Bình nghỉ hưu năm 1990.
Từ năm 1990 đến năm 1995, ông là Phó Chánh Văn phòng Trung ương Đảng Cộng sản Trung Quốc, Bí thư Ủy ban Kiểm tra Kỷ luật Quân ủy Trung ương và Phó Bí thư Đảng ủy, Phó Chủ nhiệm Tổng cục Chính trị PLA. Năm 1995, ông trở thành Ủy viên Quân ủy Trung ương.
Tháng 9 năm 1988, ông được phong quân hàm Trung tướng. Tháng 6 năm 1994, ông được thăng quân hàm Thượng tướng. Vương Thụy Lâm là Ủy viên Ban Chấp hành Trung ương Đảng Cộng sản Trung Quốc khóa XIII, XIV, XV.
Ngày 8 tháng 12 năm 2018, ông qua đời tại Bắc Kinh, ở tuổi 88.